# Trent Bridge
Trent Bridge ist einer der sechs traditionellen Test-Match-Stadien in England und Heimat des Nottinghamshire County Cricket Clubs.

## Stadion

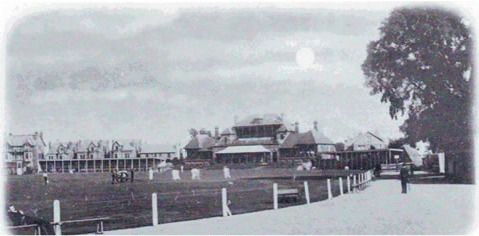
Trent Bridge um 1890

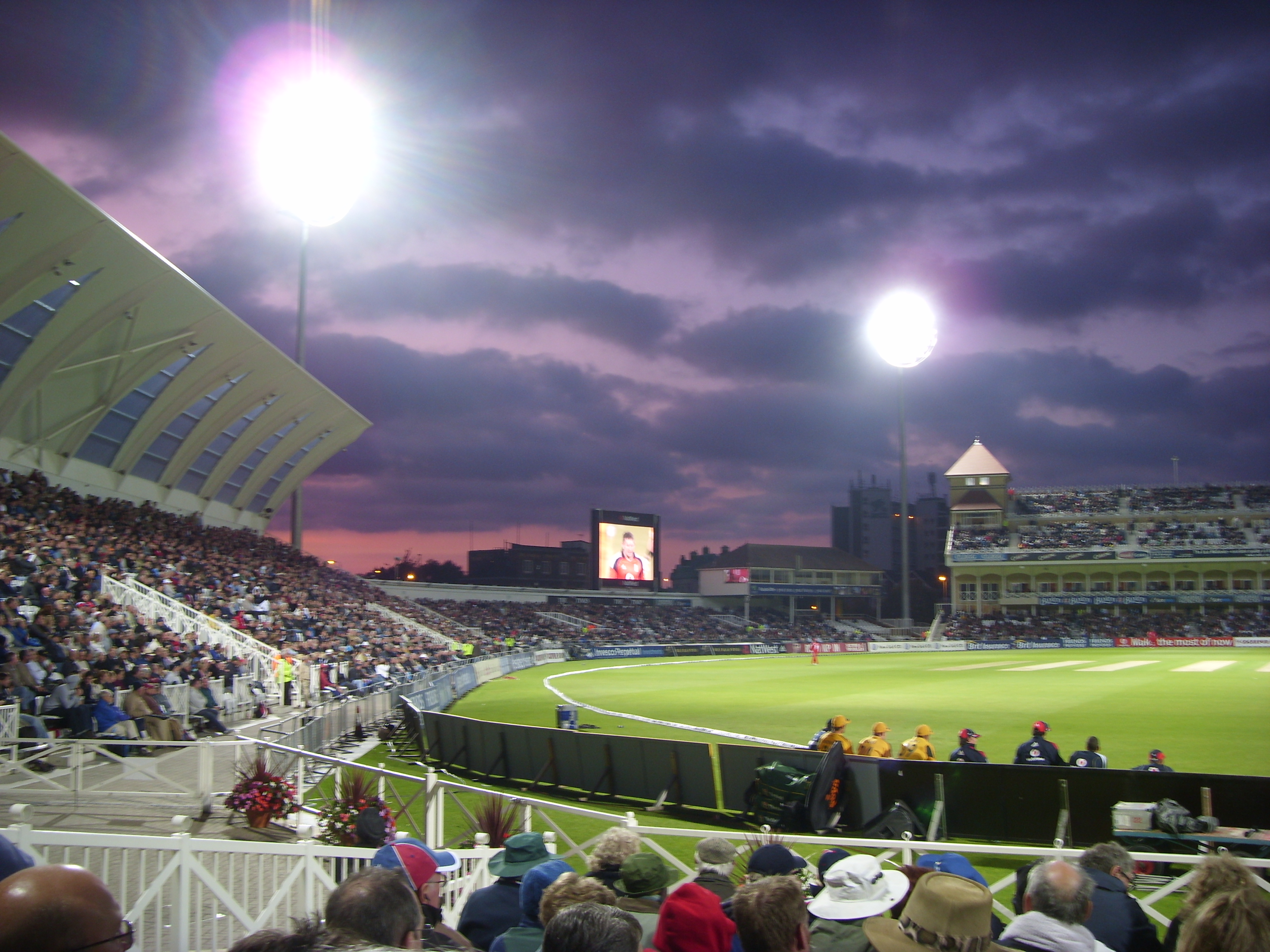
Flutlichtspiel, 2009

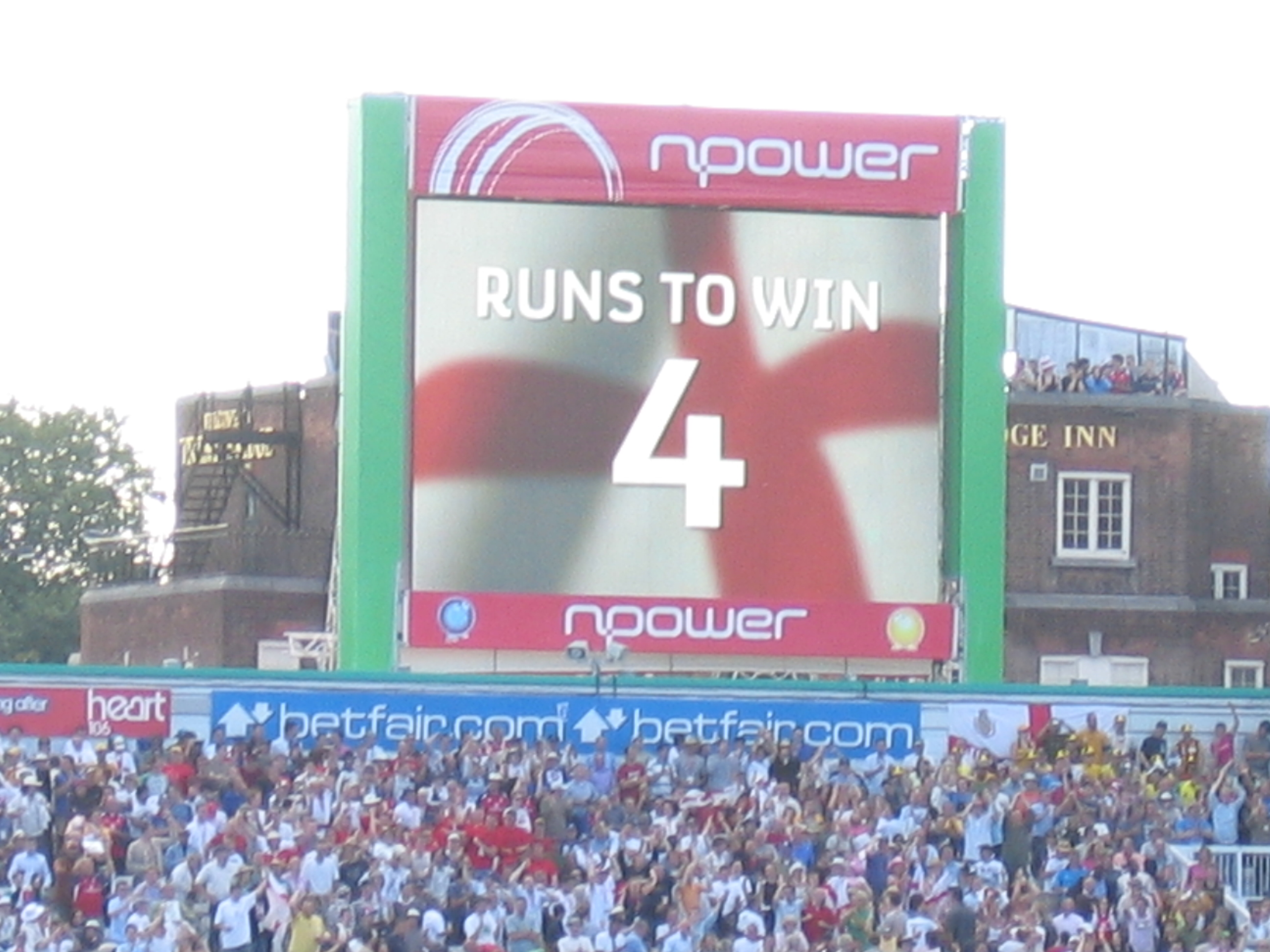
England fehlen nur noch 4 Runs zum Sieg gegen Australien, Trent Bridge 2005

Das Stadion hat seinen Namen von der nahe gelegenen Brücke über den Fluss Trent in Nottingham. Es befindet sich unweit der Fußballstadien Meadow Lane von Notts County und des City Ground von Nottingham Forest. Trent Bridge wird seit den 1830er Jahren für Cricketspiele genutzt. Die ersten Aufzeichnungen eines Spiels, die erhalten sind, stammen aus dem Jahr 1838, von einem Match, das hinter dem Trent Bridge Inn stattfand. Das Stadion selbst wurde 1841 von William Clarke eingeweiht, dem Kapitän des All England Cricket Team und Ehemann der Inhaberin des Inns. Das erste Test-Match wurde hier 1899 gegen Australien abgehalten. Die beiden Enden der Pitch heißen Pavilion End und Radcliffe Road End. Die Zuschauerkapazität beträgt ca. 17.000.

## Fußball
Trent Bridge wurde lange Zeit auch für Fußballspiele genutzt. Notts County spielte seine wichtigen Spiele hier seit den 1860er Jahren und zog 1883 dauerhaft ein, als Nottingham Forest umzog. Während der Cricketsaison mussten die Fußballer jedoch regelmäßig der Cricketmannschaft weichen, so dass sie 1910 das Stadion endgültig verließen. Am 20. Februar 1897 siegte hier England 6-0 gegen Irland.